# 王茂全
王茂全（1911年2月22日—2016年10月7日），江西省吉安县瓦桥村人，中国人民解放军将领。

## 生平
1930年参加中国工农红军红一军团第一团，参加历次反围剿战争和长征，期间是飞夺泸定桥的十七勇士排长。抗日战争期间，担任冀察热挺进军第三十四大队营长，第七团参谋长，晋察冀军区第11军分区9团副团长兼茹平支队支队长。第二次国共内战期间，担任第20兵团66军198师副师长，参与太原战役。中华人民共和国成立后，率部参加朝鲜战争。后担任河北省军区副司令员。1955年9月被授予大校军衔，1964年晋升为少将军衔。曾获三级八一勋章、二级独立自由勋章、二级解放勋章。
王茂全少将于10月7日在石家庄逝世，享嵩壽106岁。